# سلفادور كاردونا
سلفادور كاردونا (بالفرنسية: Salvador Cardona)‏ ولد بتاريخ 12 يناير 1901، وتوفي في 15 يناير 1985، كان دراج إسباني في صنف سباق الدراجات على الطريق.

## سجل النتائج

### سباقات أو مراحل فاز بها
- طواف فرنسا
- طواف إسبانيا

## روابط خارجية
- سلفادور كاردونا على موقع أرشيف الدراجات (الإنجليزية)
- سلفادور كاردونا على موقع إحصائيات الدراجات الإحترافية (الإنجليزية)
- سلفادور كاردونا على موقع CycleBase (الإنجليزية)